# Krisniewo
Krisniewo (ros. Криснево) – wieś (ros. деревня, trb. dieriewnia) w zachodniej Rosji, w osiedlu wiejskim Smietaninskoje rejonu smoleńskiego w obwodzie smoleńskim.

## Geografia
Miejscowość położona jest nad rzeką Obisza, 1 km od przystanku kolejowego Woronino, 2 km od drogi federalnej R120 (Orzeł – Briańsk – Smoleńsk – Witebsk), 3 km od drogi magistralnej M1 «Białoruś», 2,5 km od centrum administracyjnego osiedla wiejskiego (Smietanino), 28,5 km od centrum Smoleńska.

## Demografia
W 2010 r. miejscowość nie posiadała mieszkańców.